# Zdeňka Žádníková-Volencová
Zdeňka Žádníková-Volencová (* 25. října 1974 Ústí nad Orlicí) je česká televizní a divadelní herečka, známá nejvíce ze seriálu Velmi křehké vztahy (dříve Rodinná pouta) a z Dejvického divadla.

## Život
V roce 1998 vystudovala loutkové divadelnictví na DAMU. Od roku 1996 je členkou souboru Dejvického divadla.
V televizi si poprvé zahrála po boku Kláry Issové a Lukáše Vaculíka v seriálu Lékárníkovic holka v roce 1996. Také se objevila v pohádce O zlé a dobré vodě nebo Kašpárkovy rolničky. Popularitu jí však přinesla role Ivany Kučerové-Hruškové v seriálu Rodinná pouta. Objevila se v rodinném seriálu Ať žijí rytíři!, kde si zahrála roli tetičky. Hrála ve filmech americké produkce Ann Frank a Melting Glass. V roce 2019 načetla audioknihu Kdo maže, ten jede (vydala Audiotéka). V roce 2020 načetla také Hodinky od Ašera (vydala Audiotéka).

## Divadelní role

### Divadlo v Řeznické
- Belzebubova sonáta, 1994

### Jihočeské divadlo České Budějovice
- Princezna Pampeliška, 1996

### Dejvické divadlo
- 1995 Anatomie gagu
- 1996 žena – Aristofanés: Lysistrate,
- 1996 Lucy – Robert Patrick: Kennedyho děti (Ó, milý Buddho!),
- 1996 Maruška – Oldřich Kryštofek: Dvanáct měsíčků,
- 1997 v divadle Ninetta – Carlo Gozzi: Zelenavý ptáček,
- 1997 kamarádka – Edgar Allan Poe: Utišující metoda,
- 1998 v divadle Marja Antonovna – Nikolaj Vasiljevič Gogol: Revizor,
- 1998 Paní Biledewová – Howard Barker: Pazour,
- 1999 v divadle Olívie – William Shakespeare: Večer tříkrálový aneb Cokoli chcete,
- 2000 v divadle Kateřina – Fjodor Michajlovič Dostojevskij: Bratři Karamazovi,
- 2000 Fay – Joe Orton: Lup,
- 2001 v divadle komorná – O zakletém hadovi,
- 2001 Alice – Petr Zelenka: Příběhy obyčejného šílenství,
- 2003 v divadle 1. dáma 1. chlapec – Wolfgang Amadeus Mozart: Kouzelná flétna,
- 2005 v divadle Tamara – Isaac Bashevis Singer/KFT: Love Story,
- 2010 manželka – Aki Kaurismäki: Muž bez minulosti,
- 2013 Pavlína – Anton Pavlovič Čechov: Racek, režie: Michal Vajdička
- od roku 2013 Kateřina – Petr Zelenka: Teremin
- 2015 Emilie, Čas – William Shakespeare: Zimní pohádka[1]
- 2016 Lenny Blindová – Daniel Doubt: Vzkříšení[2]
- 2017 herečka – Jiří Havelka a DD: Vražda krále Gonzaga[3]
- 2018 Ludmila Holá – Petr Zelenka: Elegance molekuly, 2018[4]
- 2021 Petr Zuska a další...: Terapie
- 2022 Paní Frola - Luigi Pirandello: Každý má svou pravdu

## Filmové a televizní role
- Lékárníkových holka (1996)
- O zlé a dobré vodě (1997)
- O pyšném panovníkovi (1998)
- Tajemství mořské panny  (1998)
- Kašpárkovy rolničky (1999)
- Pra pra pra (2000)
- Zvonící meče (2000)
- Deník Anne Frankové (2001)
- May Day (2001)
- Rodinná pouta (2004)
- Panic je nanic (2005)
- Velmi křehké vztahy (2007)
- Ať žijí rytíři! (2009)
- 4teens (2011)
- Zkáza Dejvického divadla (2019)

## Nadační fond Zdenky Žádníkové
Nadační fond Zdenky Žádníkové (NFZZ) byl založen v roce 2007 s cílem vylepšit prostředí zdravotnických zařízení. Úspěšné realizace jsou umístěny v dětských ambulancích, čekárnách, dětských jipkách, azylových domech či školách. Autorem originálních nástěnných maleb je Libor Škrlík. Dosud největším projektem NFZZ je spolupráce s Fakultní nemocnicí v Motole. Malby jsou vždy vytvářeny na míru, s ohledem na dané místo a ve spolupráci s terapeuty a psychology.
Další projekt NFZZ s názvem Přísloví pro potěšení je instalace mobilních nástěnných instalací pro dospělé, což je výsledek spolupráce s výtvarnicí Magdou Veverkovou a spisovatelem Benjaminem Kurasem.

## Soukromý život
S manželem Radkem má čtyři děti – Andreu (* 2002), Janu (* 2006), Zuzanu (* 2011) a Jiřího (* 2013). Dcera Andrea je začínající dětskou herečkou.